# セシウムボール
セシウムボール（英: cesium [caesium] ball）は2011年の福島第一原子力発電所事故にともなって炉心溶融した原子炉より放出され環境中に拡散した放射性セシウムを多く含む微小な球形の粒子。セシウムの比放射能（粒子における単位質量あたりの放射能）が極めて高く、ガラス質で水に溶けにくいという性質をもつ。
学術文献では類似する粒子と合わせて不溶性セシウム粒子、radiocesium-bearing microparticle (放射性セシウム含有微粒子の意、CsMP) などの名前でも参照される。

## 概要
直径2マイクロメートル（＝1/500ミリメートル）前後のほぼ球形をしたセシウムボールは、ガラス状のシリカを基質とし放射性セシウムを始めとした種々の元素を有する。
セシウムボールにおける放射性セシウムの質量あたり放射能は1000億ベクレル毎グラムに達し、その特性から形成過程や放出過程が注目された（後述の#構造・組成・放射能の節を参照）。
不溶性であるため環境中や生体中で長期間滞留する可能性があるなど、これまであまり想定されてこなかった環境・体内動態を示しうる（参照#環境・生体への影響）。
事故当時の大気中のエアロゾルを収集していたフィルタの分析により2013年に初めて報告され（参照#発見）、その後、2011年3月15日前後の限定された期間に関東や福島県中通りを含む原発周辺の広い地域を汚染した主要物質のひとつと考えられるようになった（参照#形成・飛散過程）。
その詳細な成因や潜在的影響については依然不明な点が多く、研究が進められている。
なお、同じく不溶性で放射性セシウムを含むが粒径がより大きく不定形をした粒子（タイプBの粒子）も発見されており、セシウムボール（タイプAの粒子）とともに調査・研究されている。両者は起源・成因が異なると考えられており、セシウムボールの呼称は粒径が小さく球形をした比放射能が大きなタイプAの粒子に限定して用いることが多い（参照#類似する放射性粒子）。

## 発見
原子力事故における放射性降下物の化学組成や粒子の大きさ、気相・液相・固体相の別、水への可溶性などといった様態を知ることは、その大気中での拡散や環境中での残留形態、ひいては生物への影響を知る上で重要なものとなる。
原発過酷事故により放出される核種のうち燃料から揮発しやすく、かつ長期的影響を残す核種である放射性セシウムは、炉から漏出した後、水酸化セシウム (CsOH) やヨウ化セシウム (CsI) のような水溶性の組成を取ると考えられていたが、福島第一原発事故における環境への放出過程の理解は限定的なものであり、化学組成は当初十分に明らかではなかった。
大気中の微小粒子の測定を行っていた気象庁気象研究所の足立光司らは、原発事故発生後、茨城県つくば市にある研究所でエアロゾルを収集したフィルターを分析した。
関東方面への主要な2回の放射性プルーム到達時（2011年3月15日および21日前後）の分析では、21日のものの放射性セシウムが酸で溶け出したのに対し、15日のものには不溶性の放射性セシウムが多く含まれていることが見出された。
またオートラジオグラフからは15日のサンプルにおいて放射性物質が局所に集中していることを示す特徴的な斑点が現れた。
フィルターを細かく分割した断片のうち放射性セシウムを含むものを走査型電子顕微鏡で観察し、足立らは見慣れない粒径2マイクロメートル (μm) 程度のほぼ球形の粒子が含まれていることを発見した。
飛来した放射線源であるとみなされたこの粒子は、粒径の小ささにもかかわらず数ベクレル (Bq) 程度の放射能をもっていた。
X線分析により、粒子にはセシウムをはじめ、酸素、ケイ素、鉄、亜鉛などが検出され、非晶質（ガラス質）のシリカ（二酸化ケイ素）の中にセシウムを始めとする様々な元素が含まれていると見られた。
これらを報告した2013年の足立らの論文がこの不溶性の球状放射性セシウム粒子に関する報告の最初の事例となり、事故時の原子炉内の状況を解明する手がかりを与えるものとして、また特異な形態が環境や生物に与える影響について注目された。
これらの粒子がその後の研究会発表やメディアなどでセシウムボール (Cs-ball, cesium ball) と通称されるようになった。

## 構造・組成・放射能
セシウムボールは通常なめらかな球形をなし、粒径は10マイクロメートル (μm) 以下で、多くは2マイクロメートル程度、すなわち小さな細菌と同程度の大きさであり、詳細に観察するためには電子顕微鏡を必要とする。
大きさの下限は明らかではなく、粒径0.5マイクロメートルに満たないものも見出だされている。
ありふれたケイ酸塩ガラスを基質に酸化した鉄、亜鉛を含み、その他いくらかの塩素、マンガンなどを有する。
特異的に粒子中の放射性セシウムの割合が高く、重量パーセントで数パーセントにのぼる。
スプリング8を用いた詳細な放射光源蛍光X線分析からは、この他、炉の構成物質とともに核分裂生成物と思われる多様な元素（ルビジウム、ジルコニウム、モリブデン、スズ、アンチモン、テルル、バリウム）が検出された。さらに微量のウランも認められ、これらから粒子が核燃料の重大な損傷によるものであると確認された。
ただしガンマ線を出す核種に関しては2016年現在、セシウム以外検出されていない。
超薄切片のX線分析から、これらの物質は粒子内でおおむね一様に分布しているが、多くの粒子でセシウムは周辺よりに分布し、また10ナノメートル（10 nm＝1/100マイクロメートル）未満のスケールで子細に観察すると酸化した鉄・亜鉛、および塩化セシウム (CsCl) や水酸化セシウム (CsOH) から構成された微小な粒子が形成されていることが判明した。
また、樹木の葉から採取されたセシウムボールには表層に薄いアルカリ欠乏層があり、酸性の環境ではアルカリ金属のセシウムが数十年の期間をかけ環境中に浸出することを示していた。
さらに2020年になって、奥村大河らによるX線吸収端近傍構造分析やエネルギー分散型X線分析を用いた分析によって、従来から知られた塩素だけでなくナトリウムも豊富に含まれていること、また、セシウムボール中心部での鉄は2価であることが報告され、セシウムボールの形成は炉心への海水注入後であり、また従来考えられていたよりも還元的な雰囲気のもとであったことが示唆された。
セシウムボールひとつあたりのセシウム137による放射能は数ベクレル (Bq) 程度であるが、質量あたりの放射能は1000億ベクレル毎グラム (1011 Bq/g) を超え、これまでの核爆発や原子力関連事故にともない環境を汚染した放射性降下物と比して類例がないほど高い。

## 形成・飛散過程

### 形成過程
種々の核分裂生成物を含む溶融した核燃料は、ジルコニウムとスズなどからなる燃料被覆管、鉄を主体とする圧力容器、および原子炉底部のさまざまな構造物を融かしながら落下し、格納容器内底部ペデスタル（土台）のコンクリートを熱分解・侵食して（溶融コア（コリウム）＝コンクリート反応）、高い放射能をもつ燃料デブリを形成した。
しかし、セシウムボールの組成は炉心溶融で想定されるデブリとは一致していない。
宇都宮聡らの研究グループは、運転中に燃料と被覆管の間に溜まっていたセシウムなどの揮発性の高い核分裂生成物が、燃料破壊後に気体およびエアロゾルとして圧力容器内に充満し、一方、溶融コアがペデスタルのケイ素を含むコンクリートを侵食したのち、気体となった一酸化ケイ素が酸素と結びつきセシウムボールの基質を構成したとのシナリオを提示している。
急速に冷却して生じたこの多孔質のガラス質二酸化ケイ素にセシウムなどを含むエアロゾルが捉えられた。
一方、国際廃炉研究開発機構などは、実験を通じてケイ素の供給源をコンクリートではなく圧力抑制室 (S/C) 内の塗膜に求め、その生成を3月14日、2号機の減圧・炉心溶融直後としている。
また、形成過程を探るため、実験的にセシウムボールと同様の粒子を合成しようという試みも行われている。

### 飛散過程
降下物がセシウムボールのような不溶性であった場合と、想定されていた硫酸エアロゾルのような水溶性であった場合とでは、地表への沈着の様子も変化する。足立らはセシウムボールでは乾性沈着（雨などに取り込まれず大気中から直接降下する沈着）が多くなり、2011年3月14日から15日を再現した気象シミュレーションなどにより沈着は原発の北西方向で相対的に少なく、南方向から関東地方にかけて多くなることを示した。
宇都宮らは東京都内でエアロゾルを収集したフィルターの溶出実験により、2011年3月15日に東京に飛来した放射性セシウムのうち8割から9割がセシウムボールであったと推定している。
これは東京都内に降下した粒子の個数に換算しておよそ2兆個に相当する。
さらに宇都宮らは、オートラジオグラフィーを利用した簡易測定法により福島第一原発周辺各地の放射性セシウム汚染におけるセシウムボールの寄与率を推定した。
その結果、セシウムボールは2011年3月14日夜から15日午前に南方向に流れた放射性プルームと15日午後から16日未明に北西方向に流れたプルームに特異的であり、おおむね原発から離れるほど寄与率は高かった。
特に、南方向へのプルームのセシウムボール寄与率は8割程度に達していた。一方、原発から近い避難地域内の建物内では、地上階入口付近で屋外よりはるかに高い割合で不溶性セシウム粒子が集積していることが報告されている。

### 再浮遊の検証
茨城大学の研究者らは、2022年、不溶性セシウム粒子の大気中への再浮遊について検証した結果を公表した。福島の帰還困難区域において、再浮遊ダスト中に平均しておよそ10粒子毎グラムを認め、再浮遊したセシウム137のうち1/4程度がセシウムボールであったものの、土壌中よりその寄与は少ないことを報告している。また、春に多い季節変動はあっても経年の顕著な下降傾向は認められなかった

## 環境・生体への影響
セシウムボールは溶解しにくいため環境・生体に長く留まる可能性があり、粒子のごく近傍への放射線の影響が懸念されている。
セシウムボールの溶解実験によると、セシウムボールは純水より海水で溶けやすく10年程度で溶解する。
一方、異なる実験条件下で肺の内部を模した模擬肺液による実験では、純粋・海水より溶解が速いものの、溶解までに35年以上を要するとする報告もある。
おおむねPM2.5（微小粒子状物質）に相当する大きさであるセシウムボールは、ヒトが呼吸で吸入した場合、肺胞ないし気管・気管支に沈着する割合が相対的に大きい。国際放射線防護委員会 (ICRP) による呼吸気道モデルに基づく想定では、粒径1–2マイクロメートル (μm) の粒子のおよそ1割ほどが肺胞に沈着する。
水溶性のセシウムの場合、肺胞に沈着したセシウムは比較的すみやかに血液に吸収され全身に薄く広がったのち代謝により生物学的半減期100日程度で排出される。
一方、セシウムボールのような不溶性の粒子の場合、一部はマクロファージに貪食されすみやかに気道へと移動・排出されるが、一部は間質を経てゆっくりと肺門リンパ節をはじめとするリンパ節に移動し、その場合は数十年に及ぶ長期間に渡り生体内に滞留すると推定される。
実際、東京電力作業員に対する調査で、胸部のみ放射性セシウムの減少の一部が実効半減期3000日以上を示すような遅い例が見つかっており、不溶性の粒子が肺に残留していると疑われている。
放射線医学総合研究所の栗原治は、その場合でもICRPの考え方に従えば、健康影響を心配するほどの量とはならないだろうとTVインタビューで見通しを述べている。
一方、ICRPなどによる現在の内部被曝線量評価の枠組みには極端な比放射能をもち長期間滞在するような粒子の影響は組み入れられていないため、線量に対するセシウムボールの影響の詳細な評価の必要性が呼びかけられている。
定量的影響を見積もる試みとして、日本原子力研究開発機構の真辺健太郎らは、1粒子の動態から線量を確率分布として評価するモデルを作成した。
不溶性粒子のうち長期に留まるものの割合を、吸入する粒子のうちの4パーセントとし、吸入した粒子の各種動態すべてに対する算術平均値としての肺全体の預託吸収線量は長期残留粒子によって1.6倍まで押し上げられた。
一方、セシウムボール中のセシウム核崩壊時のベータ線はセシウムボールの周囲1ミリメートル (mm) 以内の局所にほぼ吸収されラジカルを生成するため、局所での影響の評価が重要となる。
宇都宮らは、厚さ100マイクロメートル (μm) の水に単一のセシウムボールからのベータ線が与える時間あたり吸収線量をその領域において数ミリグレイ毎時 (mGy/h) 、それによるヒドロキシルラジカル (•OH) など主要なラジカルの発生量がそれぞれ毎秒数100から数1000基になると見積もっている。
これは生体内ではごく局所の細胞のラジカルによるDNA損傷の数を増加させることにつながる。

## 類似する放射性粒子

### タイプBの不溶性セシウム粒子
セシウムに富んだ不溶性の粒子としてはセシウムボールよりも大きく、おおむね粒径0.5ミリメートル (mm) にまでおよぶ粒子も発見されている。
両者をともに不溶性セシウム粒子などのように呼んでくくられるが、その性質は大きく異なっており、学術文献では小さな球形のセシウムボールの方をタイプAとし、この相対的に大きく多くは不定形をした粒子をタイプBとして区別している。
放射性セシウムの同位体比より、タイプA（セシウムボール）が2号機もしくは3号機由来と考えられているのと異なり、タイプBは1号機から放出されたと考えられている。
また、タイプAが関東を含む広範囲まで広がったのに対し、タイプBは原発北西側の比較的近距離の地域で多く発見されている。
一般にタイプBの粒子はタイプAの1万分の1ほどの比放射能しかもたないものの、
2011年3月12日の1号機の建屋水素爆発により汚染が広がった原発北西3.9キロメートル (km) の双葉町内の土壌からは、一般的なタイプBよりさらに粒径が大きく粒子1つの放射性セシウムの放射能が100万ベクレル (1 MBq = 106 Bq) を超えるような粒子も見つかっている。
日本原子力研究開発機構の佐藤志彦（ゆきひこ）は、タイプBの不溶性粒子について建屋内のグラスウール製の断熱材に吸着されたセシウムが、建屋の水素爆発により融けた断熱材とともに粒子となって広まったとの推定を行っている。
一方、三浦輝らは多数の不溶性セシウム粒子の分析からタイプBに構造・組成の異なる不定形なものと球形に近いものがあることを見出だし、不定形のものは溶けた燃料が周辺材料を取り込んだのち固体表面で固化し、球状のものは液体の状態から空中で固化したのだとしている。
タイプBの粒子はその大きさから肺には入りにくい。
佐藤らは実験とモンテカルロ・シミュレーションを用いてタイプBの粒子がもたらすDNA損傷を見積もり、遠位細胞へのDNA損傷の増加と近位細胞への「防御効果」の両方が誘発されると報告している。

### ホットパーティクル
福島第一原発事故以外の原子力事故や核爆発、核施設の運用においても、放射性物質を含んだ粒子状物質は度々、環境を汚染してきたが、その成因により性質は様々であり不明な点も多い。
1986年のチェルノブイリ原子力発電所事故では同様に微小で比放射能の高い物質が拡散した。こうした粒子はホットパーティクルと総称される。
チェルノブイリのホットパーティクルはセシウム137の他、ストロンチウム90、プルトニウム、アメリシウムのような放射性核種を多く含むが、セシウムボールは放射性セシウムを特異的に豊富に含み、ホットパーティクルより比放射能がさらに高い。
これらも異なる成因をもつと思われている。